# 能登キリコ祭り

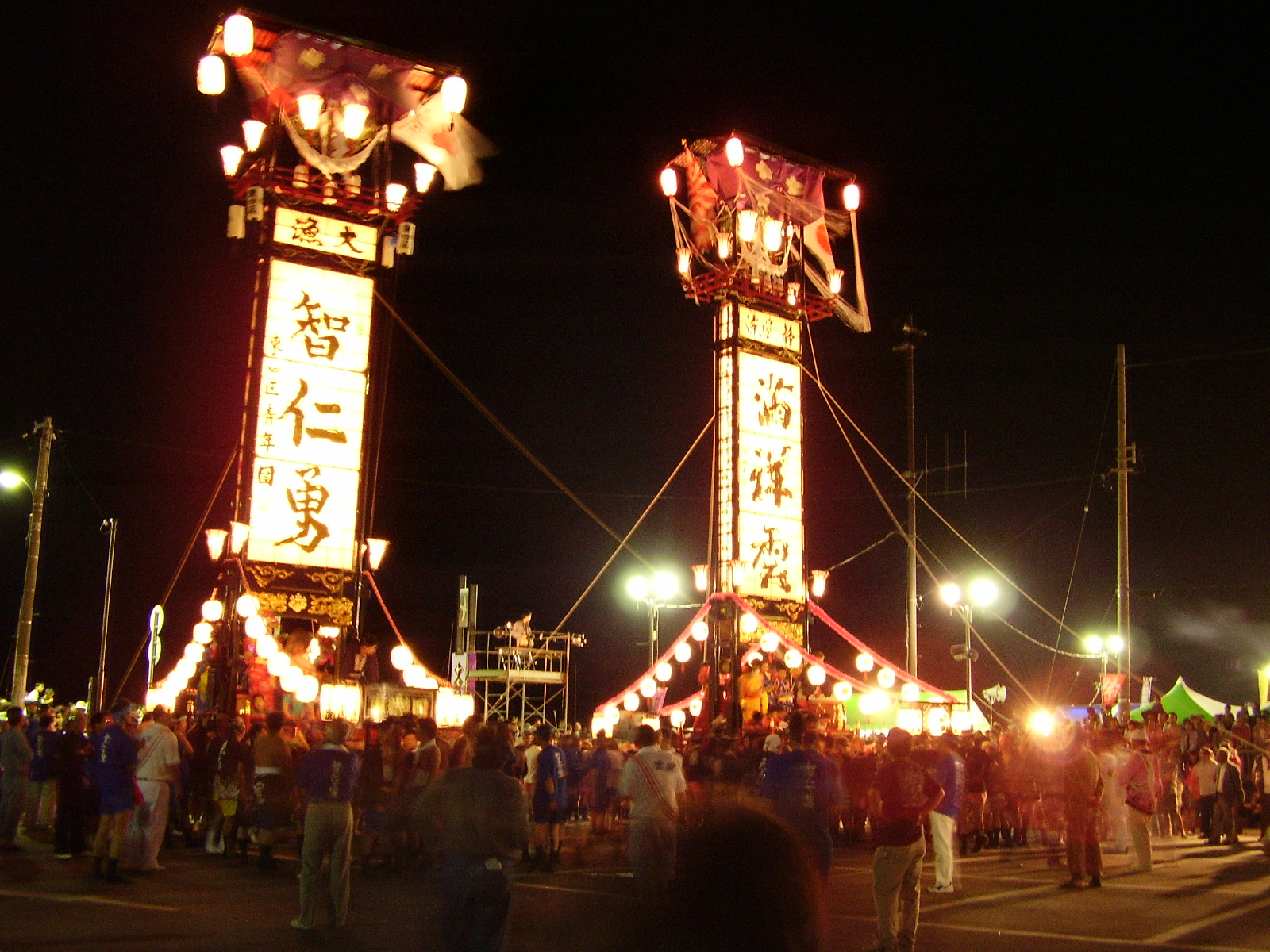
七尾市で行われる石崎奉燈祭

能登キリコ祭り（のとキリコまつり）は、石川県の能登半島各地で行われる祭りである。

## 特徴
切籠（キリコ）または奉燈（ほうとう）と呼ばれる切子灯籠が使われる。高さが10メートルを超える巨大なキリコもあるが、4メートルから6メートルのものが主流で、20人前後が1台のキリコを担ぐ。地域によって御明かし（おあかし）とも呼ばれる。市街地を練り歩き、御旅所（多くは水辺や広場）に渡御し神社に戻るのが一般的で、祭りによっては海上を渡御するものもある。
主に7月から9月に掛けて夏祭り・秋祭りとして、能登半島の約200か所で行われており、疫病退散または大漁・豊作を願って始まったものが多い。

## 歴史
キリコ祭りは江戸時代の発祥とされ、由来は祭りによって異なるが京都の祇園祭に由来または夏超しの神事に由来するものに分けられる。祭りの歴史は伝承にとどまるものもあり、文献による記録はそう多くないが、1647年（正保3年）の輪島住吉神社の祭礼定書にキリコのことが書かれている。
1997年（平成9年）12月4日、「能登のキリコ祭り」として国の「記録作成等の措置を講ずべき無形の民俗文化財」に選択された。
2015年（平成27年）に放送されたNHK連続テレビ小説『まれ』では、土屋太鳳が演じる主人公がキリコを担いで祭りに参加する場面がある。また、同年4月24日には、「灯り舞う半島 能登 ～熱狂のキリコ祭り～」の名称で文化庁による日本遺産に認定された。
近年は過疎化に伴い担ぎ手が不足している地域があり、宝立七夕キリコ祭りでは2019年（令和元年）より、開催日をそれまでの8月7日から8月第1土曜日に変更した。また、2024年に発生した能登半島地震と能登半島豪雨の影響で、同年の開催を断念したり規模を縮小したりした祭りが多数に上ったことから、石川県は翌2025年度よりキリコの担ぎ手や運営スタッフのボランティアを募集する制度を創設した。

## キリコ

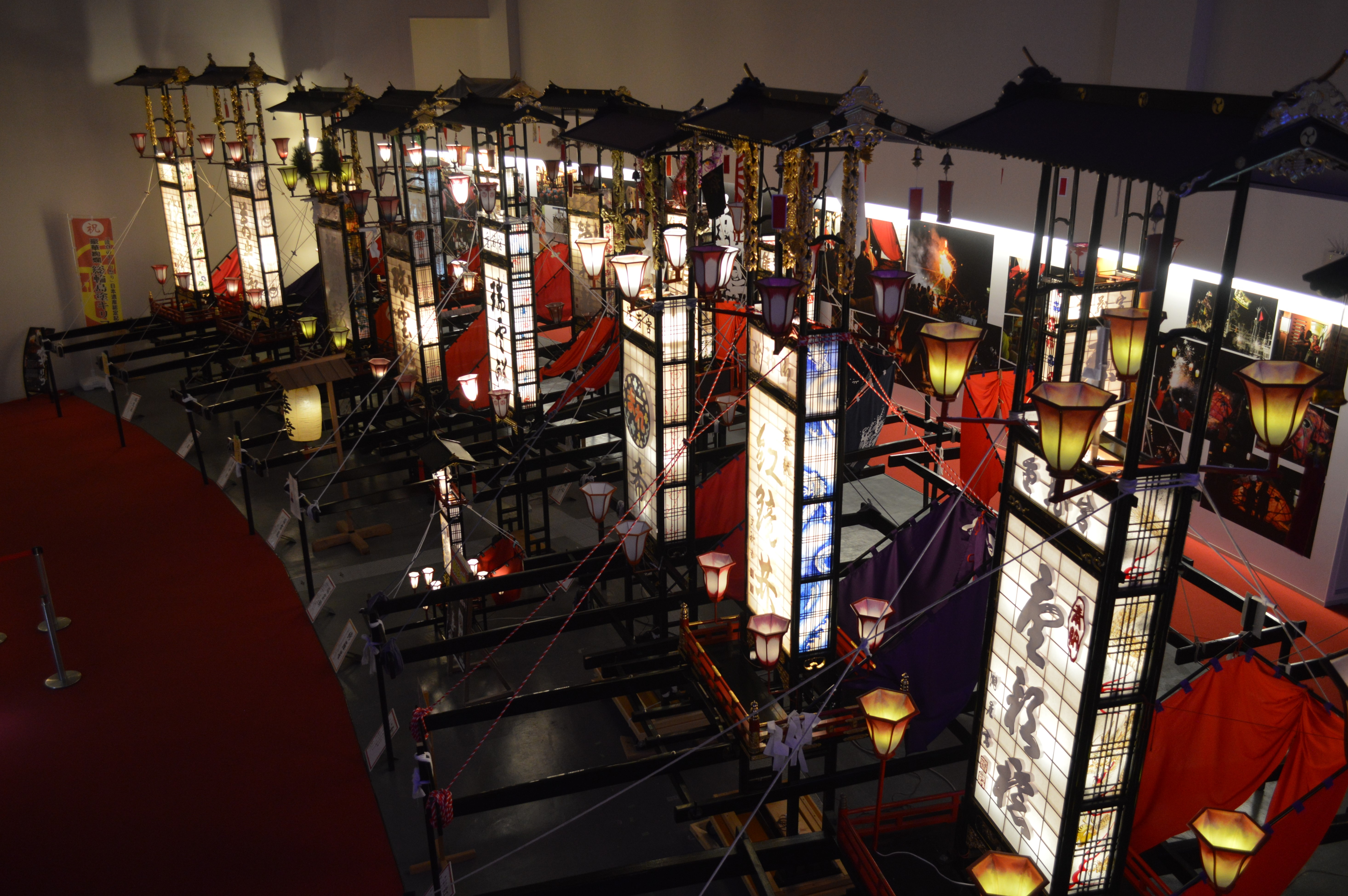
輪島キリコ会館に並べられたキリコ

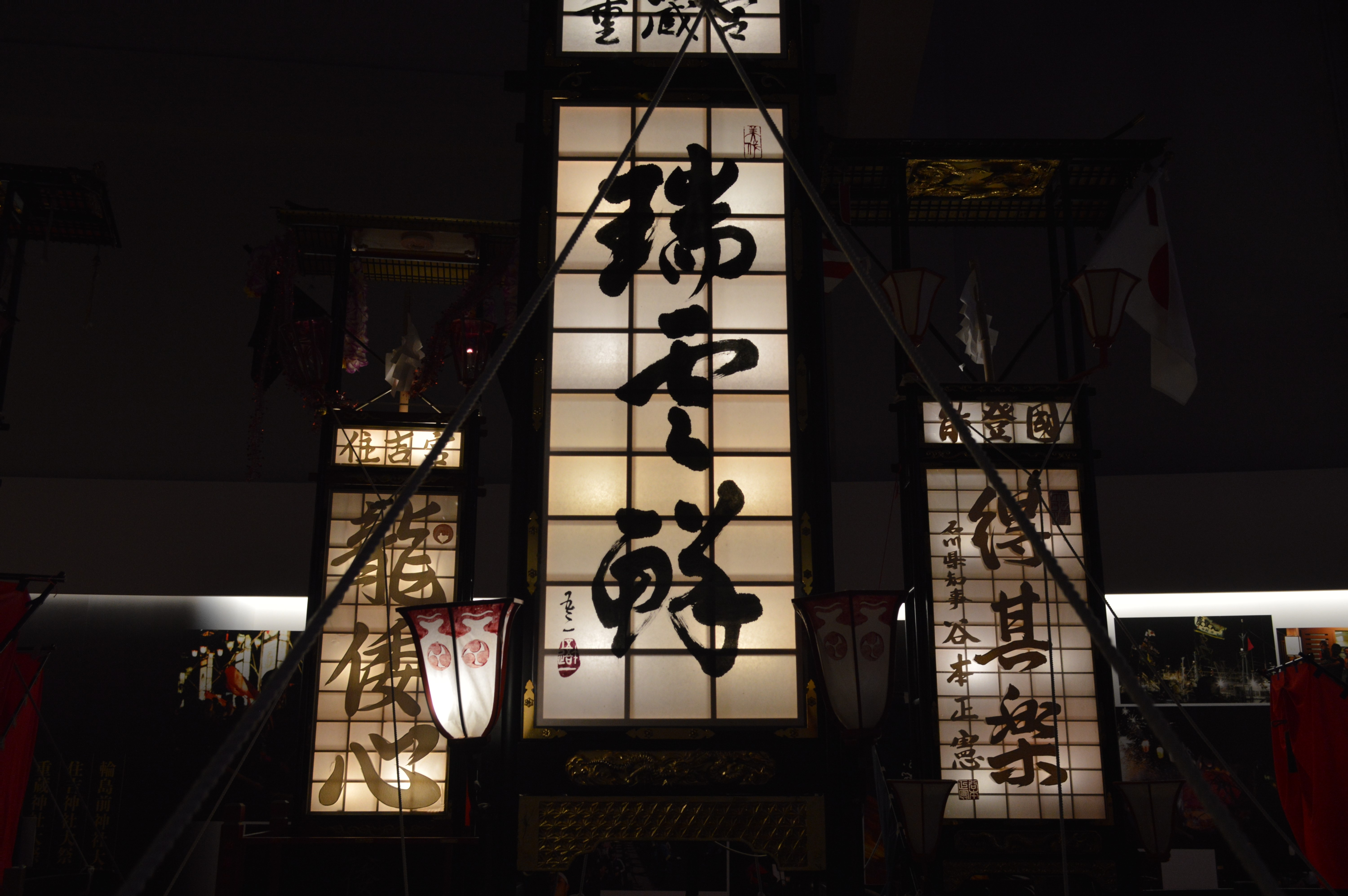
キリコ吉祥文字

キリコは、代表的な形としては背が高い直方体状の行灯で、前面中央部には漢字3文字で表した「キリコ吉祥文字」と呼ばれる地区ごとの願いや祈りを込めた文字を配し、「後美人」と呼ばれる背面には武者絵や風景画など様々な絵が施されている。上部は切妻屋根の構造で、提灯や御幣などの飾りが付けられている。ただ実際のキリコの形や大きさはその地区・地区により様々である。中には青森ねぶたにも似た曲線状のものも存在する。
キリコは「笹キリコ」と呼ばれる笹竹の先端に和紙を付けた手で持てる程度のものが始まりとされており、次第に巨大化していき、江戸時代後期には現在のキリコになったとされている。

## 主なキリコ祭り
記載している期日は年度によって変動がある。
七尾市
- 互市祭 - 7月上旬
- 七尾祇園祭 - 7月上旬
- 能登島向田の火祭り - 7月最終土曜日
- 六保納涼祭 - 7月最終土曜日
- なごしの祭り - 7月下旬
- 塩津かがり火恋まつり - 7月第4土曜日
- 石崎奉燈祭 - 8月第1土曜日[10]
- 新宮納涼祭 - 8月14日

輪島市
- 剱地八幡神社大祭（おさよ祭り） - 7月中旬
- 水無月祭り - 7月下旬
- 名舟大祭 - 7月下旬
- 曽々木大祭 - 8月17日
- 輪島大祭（奥津姫神社大祭・重蔵神社大祭：住吉神社大祭・輪島前神社大祭の総称）- 8月22日 - 25日[11]

珠洲市
- 飯田町燈籠山祭り - 7月下旬
- 宝立七夕キリコ祭り - 8月第1土曜日[2]（2018年までは8月7日[11]）
- 蛸島キリコ祭り - 9月10日・11日
- 正院キリコ祭り - 9月中旬
- 寺家キリコ祭り - 9月第2土日
- 馬緤キリコ祭り - 10月13日・14日

穴水町
- 中居キリコ祭り - 7月下旬
- 明千寺キリコ祭り - 8月中旬
- 沖波大漁祭り - 8月14日・15日[11]
- 大町・川島祭り - 9月中旬
- 前波曳山祭 - 9月中旬

能登町
- あばれ祭 - 7月第1金・土曜日[10]
- 藤波キリコ祭り - 7月14日・15日
- 姫どいやさ祭 - 7月第4土・日曜日
- 松波人形キリコ祭り - 7月第4土曜日
- 恋路火祭り - 7月27日
- ござれ祭り - 8月中旬
- にわか祭 - 8月24日
- 波並大祭 - 9月第1金・土曜日
- 柳田大祭 - 9月16日
- 小木袖キリコ祭り - 9月第3土・日曜日

志賀町
- 大福寺祭 - 8月上旬
- 西海祭り - 8月14日
- 酒見祭 - 8月下旬
- 富来八朔祭り - 8月下旬
- 福浦祭 - 8月下旬
- 笹波・前浜祭 - 8月下旬

## キリコ祭りを紹介する施設

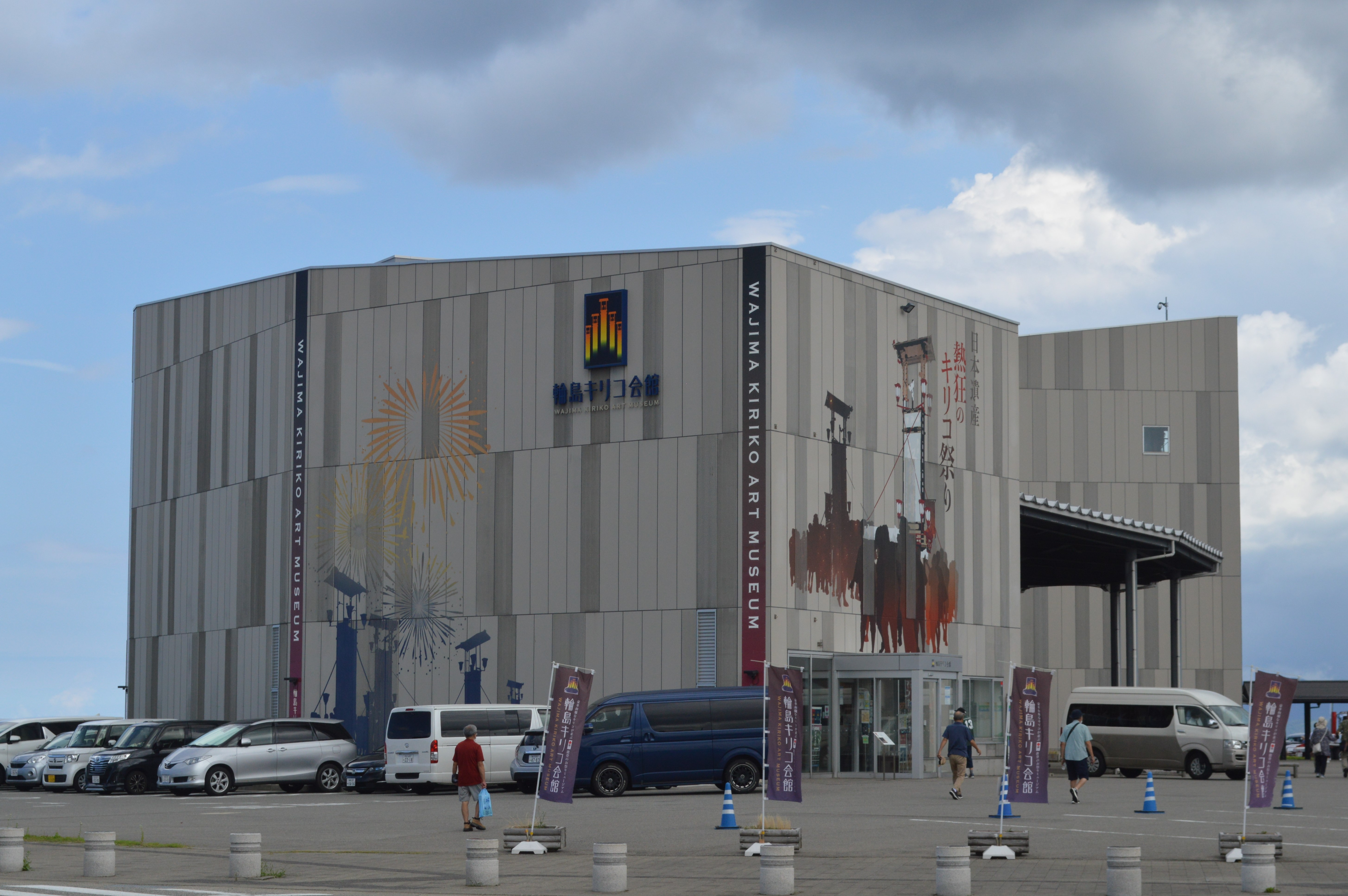
輪島キリコ会館

### 輪島キリコ会館
輪島市マリンタウンにある輪島キリコ会館では、大小のキリコ31基を常設展示し、キリコ祭りを紹介している。1979年（昭和54年）6月、前身である「能登のお祭り館 キリコ会館」が同市塚田町3-22-2に開館した。2015年（平成27年）3月29日、マリンタウンに移転して「輪島キリコ会館」としてリニューアルオープンした。